# Résolution d'Anandpur
La Résolution d'Anandpur est un document de l'Akali Dal, un parti politique sikh, qui vise à défendre les droits des dits-sikhs. En 1972, ce courant s'est réuni pour mettre en place cette résolution. Elle contient des volontés politiques diverses telles que la réforme agraire, les problèmes d'irrigation, les droits des sikhs frontaliers à l'état du Pendjab, l'ingérence de l'état central de Delhi et l'égalité pour tous. Elle a été adoptée les 16 et 17 octobre 1973 à Anandpur, lieu sacré du fait de l'établissement du Khalsa en cette même place en 1699.

Voici, en résumé, les objectifs de cette résolution:
le Shiromani Akali Dal doit à jamais chercher à atteindre les objectifs suivants:
1. propagation du sikhisme, ses valeurs éthiques et un code de conduite pour lutter contre l'athéisme;
2. préservation, maintien en vie et croissance du concept de l'identité distincte et souveraine de la communauté sikhe (Panth) et son état;
3. éradication de la pauvreté et de la faim en augmentant la production et la distribution plus équitable des richesses et aussi la mise en place d'un ordre sans l'exploitation de tout genre social juste;
4. arrêt de la discrimination sur la base de castes, de croyances ou de tout autre motif, conformément aux principes de base du sikhisme;
5. établissement d'une vraie politique de santé pour tous[2].